# Molophilus (Molophilus) morulus
Molophilus (Molophilus) morulus is een tweevleugelige uit de familie steltmuggen (Limoniidae). De soort komt voor in het Australaziatisch gebied.